# Sun Fac
Sun Fac a Csillagok háborúja elképzelt univerzumának egyik szereplője.

## Leírása
Sun Fac a geonosisi fajba és a Stalgasin-bolyba tartozó férfi főhadnagy. 1,71 méter magas és 72 kilogrammos. Haja vagy egyéb szőrzete nincs. Szemszíne sárga. Y. e. 22-ben az első geonosisi csatában életét veszti.
Mint a legtöbb geonosisi, ez a főhadnagy is vékony testfelépítése ellenére nagy erővel bír. Rovarszerű testét kitines külső váz borítja, amely megvédi az ütésektől és a Geonosis bolygót érő sugárzásoktól. A jobb felőli szemét egy csata során elvesztette. Arcán egy nagy sebhely látszik.

## Élete
Sun Fac főhadnagy Kisebb Poggle főherceg jobbkeze és a geonosisi társadalmon belül arisztokrata. Nemesi származására a szárnyai és a szája két oldalán levő agyarak utalnak. Mint minden magasabbrendű geonosisi, Sun Fac is kegyetlen és kizsákmányoló az alsóbbrendű, szárny nélküli dolgozókkal szemben. A dolgozók munkahelyei veszélyesek, mert Sun Fac vezetése semmibe veszi a biztonságos munkavégzést.
E főhadnagy segítségével Kisebb Poggle az egész bolygót hatalma alá vonta. Geonosisi létére Sun Fac igen okosnak és kreatívnak bizonyult.
A klónháborúk idején megmutatta, hogy nemcsak okos, de alkalmazkodóképes is. A főherceg mindenféle tervbe bevonta a főhadnagyát.
Sun Fac ítélte halálra Anakin Skywalkert és Padmé Amidalát.
Amikor a Galaktikus Köztársaság hadserege megérkezett a Geonosisra és elkezdődött az első geonosisi csata, Sun Fac főhadnagy nem menekült el Kisebb Poggle főherceggel és más nemesekkel együtt, hanem saját útvonalat választott. Mikor már az űrhajójában ült és felszállt, az őt követő klónkatonák rálőttek a gépére. Az űrhajó lezuhant, Sun Fac főhadnagyot megölve.

## Megjelenése a filmekben, könyvekben, videójátékokban
Ezt a geonosisi főhadnagyot „A klónok támadása” című filmben láthatjuk. Továbbá az erről a filmről készült könyvekben, képregényekben és videójátékokban szerepel, vagy meg van említve.

## Fordítás
- Ez a szócikk részben vagy egészben a Sun Fac című Wookieepedia-szócikk fordítása. Az eredeti cikk szerkesztőit annak laptörténete sorolja fel.